# Slobodan Marović
Slobodan Marović (né le 13 juillet 1964 à Bar au Monténégro) est un footballeur serbe, défenseur de l'Étoile Rouge de Belgrade et de l'équipe de Yougoslavie dans les années 1980-1990.
Marović n'a marqué aucun but lors de ses 4 sélections avec l'équipe de Yougoslavie entre 1987 et 1989. 

## Palmarès

### En équipe nationale
- 4 sélections et aucun but avec l'équipe de Yougoslavie entre 1987 et 1989.

### Avec l'Étoile rouge de Belgrade
- Vainqueur de la Coupe des clubs champions européens en 1991.
- Champion de Yougoslavie en 1988, 1990 et 1991.
- Vainqueur de la Coupe de Yougoslavie de football en 1990.

### Avec l'IFK Norrköping
- Vainqueur de la Coupe de Suède en 1994.